# Cao tăng truyện
Cao tăng truyện (chữ Hán: 高僧傳), còn được gọi là Lương cao tăng truyện, là một bộ tuyển tập truyện ghi chép sự tích về các nhà sư nổi tiếng ở Trung Quốc từ lúc Phật giáo mới du nhập vào Trung Quốc đến đầu nhà Lương.
Bộ sách gồm 14 quyển, do Tuệ Kiểu, tăng nhân thời nhà Lương Nam Bắc triều, biên soạn khoảng năm 530, ghi chép truyện 257 danh tăng cùng 274 nhân vật nổi tiếng từ thời Hán Vĩnh Bình (58–75) đến Lương Thiên Giám (502-519), phân thành 10 loại, gồm: Dịch kinh (譯經, dịch giả kinh văn), Nghĩa giải (義解, giải thích ý nghĩa), Thần dị (神異, có phép thần thông), Tập thiền (習禪, các vị thiền giả), Minh luật (明律, nắm rõ giới luật), Di thân (遺身, lìa bỏ thân thể), Tụng kinh (誦經, những người tụng đọc), Hưng phúc (興福, ban hưởng phúc lộc), Kinh sư (經師, bảo tồn kinh văn), Xướng đạo (唱導, khởi xướng đạo pháp).  Bộ truyện có tham khảo hơn 80 loại tài liệu khác nhau đương thời, nếu loại trừ những yếu tố huyền hoặc, cũng có giá trị rất cao về tính sử liệu, nhất là đối với giai đoạn đầu Phật giáo du nhập sang Đông Á.
Chịu ảnh hưởng của Cao tăng truyện, đời Đường có Đạo Tuyên soạn "Tục cao tăng truyện" gồm 30 quyển, đời Tống có Tán Ninh soạn "Tống cao tăng truyện" gồm 30 quyển, đời Minh có Như Tinh soạn "Đại Minh cao tăng truyện" gồm 8 quyển. Đời sau gọi 4 bộ Cao tăng truyện này hợp xưng là Tứ triều cao tăng truyện.

## Mục lục nội dung

### Quyển 1: Dịch kinh thượng
Chính 15 người, phụ 20 người
1. Hán Lạc Dương Bạch Mã tự Nhiếp Ma Đằng
2. Hán Lạc Dương Bạch Mã tự Trúc Pháp Lan
3. Hán Lạc Dương An Thanh
4. Hán Lạc Dương Chi Lâu Ca Sấm (Trúc Phật Sóc, An Huyền, Nghiêm Phật Điệu, Chi Diệu, Khương Cự, Khương Mạnh Tường)
5. Ngụy Lạc Dương Đàm Kha Ca La (Khương Tăng Khải, Đàm Đế, Bạch Diên)
6. Ngụy Ngô Kiến Nghiệp Kiến Sơ tự Khương Tăng Hội (Chi Khiêm)
7. Ngụy Ngô Vũ Xương Duy Kỳ Nan (Pháp Lập, Pháp Cự)
8. Tấn Trường An Trúc Đàm Ma La Sát (Nhiếp Thừa Viễn, Nhiếp Đạo Chân)
9. Tấn Trường An Bạch Viễn (Bạch Pháp Tộ, Vệ Sĩ Độ)
10. Tấn Kiến Khang Kiến Sơ tự Bạch Thi Lê Mật
11. Tấn Trường An Tăng Già Bạt Trừng (Phật Đồ La Sát)
12. Tấn Trường An Đàm Ma Nan Đề (Triệu Chính)
13. Tấn Lư Sơn Tăng Già Đề Bà (Tăng Già La Xoa)
14. Tấn Trường An Trúc Phật Niệm
15. Tấn Giang Lăng Tân tự Đàm Ma Gia Xá (Trúc Pháp Độ)

### Quyển 2: Dịch kinh trung
Chính 7 người, phụ 6 người
1. Tấn Trường An Cưu Ma La Thập
2. Tấn Trường An Phất Nhược Đa La
3. Tấn Trường An Đàm Ma Lưu Chi
4. Tấn Thọ Xuân Thạch Giản tự Tỳ Ma La Xoa
5. Tấn Trường An Phật Đà Gia Xá
6. Tấn Kinh sư Đạo Trường tự Phật Đà Bạt Đà La
7. Tấn Hà Tây Đàm Vô Sấm (Đạo Tiến, An Dương hầu, Đạo Phổ, Pháp Thịnh, Pháp Duy, Tăng Biểu)

### Quyển 3: Dịch kinh hạ
Chính 13 người, phụ 4 người
1. Tống Giang Lăng Tân tự Thích Pháp Hiển
2. Tống Hoàng Long Thích Đàm Vô Kiệt
3. Tống Kiến Khang Long Quang tự Phật Đà Thập
4. Tống Hà Tây Phù Đà Bạt Ma
5. Tống Kinh sư Chỉ Viên tự Thích Trí Nghiêm
6. Tống Lục Hợp sơn Thích Bảo Vân
7. Tống Kinh sư Kỳ Hoàn tự Cầu Na Bạt Ma
8. Tống Kinh sư Phụng Thành tự Tăng Già Bạt Ma
9. Tống Thượng Định Lâm tự Đàm Ma Mật Đa
10. Tống Kinh Triệu Thích Trí Mãnh
11. Tống Kinh sư Đạo Lâm tự Cương Lương Gia Xá (Tăng Già Đạt Đa, Tăng Già La Đa Sỉ)
12. Tống Kinh sư Trung Hưng tự Cầu Na Bạt Đà La (A Na Ma Đê)
13. Tề Kiến Khang Chính Quan tự Cầu Na Bì Địa (Tăng Già Bà La)

### Quyển 4: Nghĩa giải nhất
Chính 14 người, phụ 22 người
1. Tấn Lạc Dương Châu Sĩ Hành (Trúc Thúc Lan, Vô La Xoa)
2. Tấn Hoài Dương Chi Hiếu Long
3. Tấn Dự Chương sơn Khương Tăng Uyên (Khương Pháp Sướng, Chi Mẫn Độ)
4. Tấn Cao ấp Trúc Pháp Nhã (Bì Phù, Đàm Tương, Đàm Tập)
5. Tấn Trung Sơn Khương Pháp Lãng (Linh Thiều)
6. Tấn Đôn Hoàng Trúc Pháp Thừa (Trúc Pháp Hành, Trúc Pháp Tồn)
7. Tấn Diệm Đông Ngưỡng sơn Trúc Pháp Tiềm (Trúc Pháp Hữu, Trúc Pháp Uẩn, Khương Pháp Thức, Trúc Pháp Tế)
8. Tấn Điệm Ôc Châu sơn Chi Độn (Chi Pháp Độ, Trúc Pháp Ngưỡng)
9. Tấn Diệm sơn Vu Pháp Lan (Trúc Pháp Hưng, Chi Pháp Uyên, Vu Pháp Đạo)
10. Tấn Diệm sơn Vu Pháp Khai (Vu Pháp Uy)
11. Tấn Đôn Hoàng Vu Đạo Thúy
12. Tấn Diệm Cát Hiện sơn Trúc Pháp Sùng
13. Tấn Thủy Ninh sơn Trúc Pháp Nghĩa
14. Tấn Đông Hoàn Trúc Tăng Độ (Trúc Tuệ Siêu)

### Quyển 5: Nghĩa giải nhị
Chính 15 người, phụ 9 người
1. Tấn Trường An Ngũ Cấp tự Thích Đạo An
2. Tấn Phủ Phản Thích Pháp Hòa
3. Tấn Thái sơn Côn Lôn nham Trúc Tăng Lãng (Chi Tăng Đôn)
4. Tấnh Kinh sư Ngõa Quan tự Trúc Pháp Thái (Đàm Nhất, Đàm Nhị)
5. Tấn Phi Long sơn Thích Tăng Quang (Đạo Hộ)
6. Tấn Kinh châu Thượng Minh tự Trúc Tăng Phụ
7. Tấn Kinh sư Ngõa Quan tự Trúc Tăng Phu
8. Tấn Kinh châu Trường Sa tự Thích Đàm Dực
9. Tấn Kinh châu Trường Sa tự Thích Pháp Ngộ
10. Tấn Kinh châu Thượng Minh tự Thích Đàm Huy
11. Tấn Trường An Phúc Chu sơn Thích Đạo Lập
12. Tấn Trường Sa tự Thích Đàm Giới
13. Tấn Tiềm Thanh Sơn Trúc Pháp Khoáng
14. Tấn Ngô Hổ khâu Đông Sơn tự Trúc Đạo Nhất
15. Tấn Sơn Âm Tường tự Thích Tuệ Càn